# Csepreghyné Meznerics Ilona
Csepreghyné Meznerics Ilona (Szabadka, 1906. május 25. – Budapest, 1977. január 14.) - paleontológus, a föld- és ásványtani tudományok doktora (1957).

## Életrajza
1929-ben a budapesti tudományegyetem kémia-fizika szakán kapott tanári oklevelet, majd 1930-ban földtani értekezéssel tett doktori szigorlatot. 1931-ben a bécsi Collegium Hungaricumba került állami ösztöndíjjal, majd még két évet dolgozott a bécsi Természettudományi Múzeumban (Naturhistorisches Museum) magánösztöndíjjal. 1934 őszén tért haza, az Állástalan Diplomások Országos Bizottsága (ÁDOB) alkalmazta gyakornokként. Később tanári kinevezést kapott, de munkahelye az Ösztöndíjtanácsnál volt. 1940-ben az MNM Föld- és Őslénytárába helyezték át. Ennek vezetője volt 1951-től 1970-ben történő nyugdíjazásáig. Utána még három éven át a Földtani Intézet munkatársaként dolgozott. 1975-től a Magyarhoni Földtani Társulat tiszteletbeli tagja, három éven át az Őslénytani Szakosztály elnöke volt.
Budapesten hunyt el életének 71. évében, 1977. január 14-én.

## Munkássága
Tudományos munkássága főként a harmadidőszaki puhatestűek feldolgozására irányult. Bécsi évei alatt osztrák földről származó, egyébként hazai kövületegyütteseket dolgozott fel. Félszáznál több dolgozata jelent meg nyomtatásban.

### Főbb munkái
- A hidasi (Baranya m.) tortonai fauna (A Földtani Intézet Évkönyve, 1950)
- A kelet-cserháti helvéti és tortónai fauna (A Földtani Intézet Évkönyve, 1954)
- A szobi és letkési puhatestű fauna (A Földtani Intézet Évkönyve, 1956)
- Pectinides du Neogene de la Hongrie (Mémoire de la Société Géologique, Paris, 1960)
- Nouvelles Gastropodes et Lamellibranches pour la faune hongroise des gisements tortoniens-inférieurs de la Montagne de Bükk. Annales historico-naturales Musei nationalis hungarici, Pars Mineralogica et Palaeontologica 61 (1969)

## Emlékezete

### Róla elnevezett taxonok
- Meznericsia Bitner, Dulai & Galácz, 2010. Eocén pörgekarú genus (Brachiopoda, Gibbithyrididae)[5]
- Chlamys (Aequipecten) csepreghymeznericsae Báldi, 1961. Oligocén kagyló.
- Cancellothyris meznericsae Detre et Jankovich, 1970. Oligocén pörgekarú.
- Lenticulina meznericsae (Cicha, 1958). Miocén foraminifera.
- Perrona ilonae Harzhauser, Landau & Janssen, 2022. Miocén csiga.